# Socialisme cristià
El socialisme cristià és una doctrina política que incorpora elements del socialisme als principis del cristianisme. També se l'ha anomenat cristianisme d'esquerres i inclou ideologies ben diverses com els partits anomenats de centreesquerra, la teologia de l'alliberament, comunitats cristians de base implicades en l'acció política i d'altres.
Els seus seguidors afirmen que la pretensió d'igualtat social és comuna al missatge de Jesús i als ideals socialistes. Com a moviment, va sorgir a partir de la publicació de l'encíclica Rerum Novarum i es va oposar tant a l'anticomunisme tradicional dels religiosos (que en criticaven el caràcter ateu) com al totalitarisme soviètic i el seu anticlericalisme.